# Braschyne
Braschyne (ukrainisch Бражине; russisch Бражино Braschino) ist eine Siedlung städtischen Typs im Osten der Ukraine in der Oblast Donezk mit etwa 300 Einwohnern.

## Geographie
Die Siedlung städtischen Typs liegt im Donezbecken, etwa 69 Kilometer östlich vom Oblastzentrum Donezk und 5 Kilometer südöstlich vom Stadtzentrum von Snischne, zu dessen Stadtkreis sie zählt, entfernt.
Der Ort liegt innerhalb Stadt Snischne in der Siedlungsratsgemeinde Hirnyzke (2 Kilometer nördlich gelegen), durch den Ort fließt ein Bach in südöstliche Richtung.

## Geschichte
Braschyne erhielt 1957 den Status einer Siedlung städtischen Typs.